# Gnophos sphalera
Gnophos sphalera är en fjärilsart som beskrevs av Eugen Wehrli 1938. Gnophos sphalera ingår i släktet Gnophos och familjen mätare. Inga underarter finns listade i Catalogue of Life.